# Lucien Linden
Lucien Charles Antoine Linden (Bruselas, 12 de diciembre de 1853-Watermael-Boitsfort, 17 de octubre de 1940) fue un botánico, y explorador belga.
Heredó Lucien de su padre, Jean Jules Linden, la pasión por la familia de las orquídeas; y a su muerte continuó el negocio y las investigaciones paternas, publicando sobre orquídeas.
Realizó numerosas expediciones a África, en especial al Congo Belga, y a Java.

## Honores

### Epónimos
- (Acanthaceae) Justicia lindeniana (Nees) J.F.Macbr.[1]
- (Asteraceae) Gundlachia lindeniana Urb.[2]
- (Dennstaedtiaceae) Blotiella lindeniana (Hook.) R.M.Tryon[3]
- (Fabaceae) Dalbergia lindeniana (Benth.) Hoehne[4]
- (Orchidaceae) Paphinia lindeniana Rchb.f.[5] de Sudamérica tropical
- (Polypodiaceae) Marginaria lindeniana Farw.[6]

- La abreviatura «L.Linden» se emplea para indicar a Lucien Linden como autoridad en la descripción y clasificación científica de los vegetales.[7]